# Small Jazz Band
Small Jazz Band es un conjunto de jazz tradicional que comenzara su actividad allá por fines de 1981 en la ciudad de Córdoba de la República Argentina, intentando recrear el estilo de los primeros grupos de los años "20", tales como los de Joe "King" Oliver, Clarence Williams, Louis Armstrong, Sam Morgan, Johnny Dodds, Jelly Roll Morton, y otros no tan conocidos pero no por ello de menor importancia musical. La Small Jazz Band, está formada por profesores de educación musical que creen en el valor estético y sentimental de este género, tal vez la expresión popular más relevante e influyente del siglo XX.

## Trayectoria musical
Desde sus comienzos esta agrupación ha realizado innumerables presentaciones, en acontecimientos de todo tipo como conciertos didácticos, inauguraciones de obras de gobierno, cenas shows, importantes lanzamientos comerciales, en diversos escenarios, destacándose los siguientes:
- Jazzología Centro Cultural Gral. San Martín de Bs. As.) desde 1985 hasta 2016.

- Festivales internacionales de jazz de La Pampa, Mendoza, Rosario, Bariloche, Río Cuarto y Santa Fe, entre otros.

- Festivales de Jazz de la Universidad Tecnológica Nacional en: Mar del Plata, Bahía Blanca, Avellaneda, Concepción del Uruguay, Santa Fe, Mendoza, Tucumán, Reconquista, Venado Tuerto (Sta. Fe), San Rafael (Mendoza), Buenos Aires, Rafaela (Sta. Fe), etc.

- Festival internacional de jazz de FUSDAI (Córdoba), desde 1993 hasta 2010.

- Festival internacional de jazz de Los Ángeles (Chile), 1995.

- Buenos Aires Jazz, año 2009.

- Córdoba Jazz Festival, año 2009, 2010, 2011, 2012, 2013, 2014, 2015, 2016, 2017, 2018, 2019, 2020 y 2021

- Satchmo Summerfest 2010 (New Orleans, USA).

- New Orleans Traditional Jazz Camp 2010, 2012, 2015 y 2019 (New Orleans, USA).

- "Small Jazz Band, 35° Aniversario" (Teatro del Libertador de Córdoba), 30/10/16 con Banu Gibson y David Boeddinghaus de New Orleans.

- Festival Buenos Aires Ragtime & Early Jazz (Centro Cultural Kirchner), 2017.

- "Small Jazz Band 40 años" (Teatro del Libertador de Córdoba), 18/11/21

Entre los meses de junio y septiembre de 1991, la SJB realizó una gira por numerosos escenarios de España. En 1992, nuevamente viaja a Europa, pero esta vez a la República Federal de Alemania. Allí se presentaron en los más destacados jazz clubes de Hannover, Berlín, Bremen y otros centros urbanos de importancia cultural.
A mediados de 2010 Francisco Castillo y Luis Alasino participaron del New Orleans Traditional Jazz Camp 2010 junto a 100 músicos del mundo especialistas en este estilo. En ese marco, compartieron clínicas, talleres y actuaciones en los clubes más tradicionales de la “cuna del jazz”, destacándose el concierto por el aniversario de Louis Armstrong en el mítico “Preservation Hall”. Estos músicos cordobeses, únicos representantes de Latinoamérica, fueron seleccionados para tocar en el Satchmo Summerfest 2010, evento en el que New Orleans recuerda a su más encumbrado jazzista. En 2012 nuevamente Castillo y Alasino participaron del New Orleans Traditional Jazz Camp en calidad de músicos invitados, tocando con músicos de New Orleans y New York. En 2015 la banda fue especialmente invitada al New Orleans Traditional Jazz Camp 2015, actuando en clubes de jazz de New Orleans y de New York. La Secretaría de Cultura de la Provincia de Córdoba declaró de Interés Cultural la participación de la Small en estos trascendentales eventos en 2010, 2012 y 2015.
En el año 2016, al cumplir 35 años de trayectoria, la Legislatura de la Provincia declaró su “Beneplácito y merecido reconocimiento del pueblo de Córdoba” a la Small Jazz Band en un acto muy emotivo con música de la banda en el recinto legislativo. Por el mismo motivo, el Concejo Deliberante de Alta Gracia, ciudad donde nació la banda, declaró “De Interés Artístico y Cultural” a la Small.
En junio de 2019 la Small vuelve a New Orleans para tocar en el New Orleans Traditional Jazz Camp y en los principales escenarios del Hot Jazz como Fritzel´s, Snug Harbor (jazz club), Starlight, Bombay Jazz Club, New Orleans Jazz National Historical Park, Buffa´s y las radios WWOZ y Telemundo. Luego fueron a New York donde tocaron nuevamente con Vince Giordano y también en Ear Inn, Mona´s, Black Door con Terry Waldo, entre otros.
En 2021 la banda recibe reconocimientos y menciones de parte de la Municipalidad y también del Concejo Deliberante de Córdoba. Además se hizo merecedora del premio CIEyA (Cámar de la Industria del Espectáculo y Afines) a la trayectoria.
La SJB cuenta con tres casetes hechos en nuestro país, uno grabado en vivo en Hannover (Alemania) Su CD (1994) llamado "Harlem Joys", es el primer disco compacto realizado por un grupo de jazz del interior de la Argentina y fue nominado por A.C.E. (Asociación Cronistas del Espectáculo). En 1996 la banda lanzó “Small Jazz Band, 15 años con el jazz”. En septiembre de 2004 presentó “Alta Sociedad”, CD en el que participan músicos invitados de EE. UU., Francia y Chile, como también de Capital Federal. A finales de 2012 se lanzó “Clásicos del Jazz”, un recorrido por los 30 años de la banda desde los temas más tradicionales del estilo.-

## Integrantes
- Francisco F. Castillo (h), corneta y clarinete.
- Luis Alasino, trombón y saxo alto.
- Alejandro Kras, banjo.
- Roque Celis, tuba.
- Javier Machado, batería y washboard.

- Datos: Q2879066